# Anarquismo y derechos de los animales

Símbolo de la veganarquía; popularizado por el panfleto de Brian A. Dominick Animal Liberation y Social Revolution en 1995. La cubierta frontal combinó la 'V' de vegano con el símbolo de 'A' de anarquía.

El movimiento filosófico y político anarquista tiene algunas conexiones con elementos del movimiento de liberación animal. Dentro del ambiente anarquista el veganismo y tiene una amplia aceptación[cita requerida], jugando un rol importante en combatir injusticias percibidas en contra de los animales. Se describe la lucha por la liberación de animales no-humanos como un fruto natural de la lucha por la libertad humana.

## Orígenes
León Tolstoy (1828–1910) fue un vegetariano, pacifista y cristiano anarquista. En On Civil Disobedience escribió: «Un hombre puede vivir y estar sano sin matar animales por comida; por lo tanto, si él come carne participa en tomar la vida de un animal meramente por beneficio de su apetito. Y el actuar así, es inmoral».[cita requerida] En 1891 escribió The First Step (del ruso: Первая ступень), donde hace una crítica de la moral de la alimentación desde la perspectiva de la ética cristiana y sus preceptos sobre la no violencia:

I only wish to say that for a good life a certain order of good actions is indispensable; that if a man's aspiration toward right living be serious, it will inevitably follow one definite sequence; and that in this sequecen the first virtue a man will strive after will be abstinent, self-renunciation. And in seeking to be abstinent a man will inevitably follow one definite sequence, and in this sequence the first thing will be abstinence in food fasting. And in fasting, if he be really and seriously seeking to live a good life, the first thing from which he will abstain will always be the use of animal food, because, to say nothing of the excitation of the passions caused by such food, its use is simply immoral, as it involves the performance of an act which is contrary to the moral feeling ― killing; and is called forth only by greediness, and the desire for tasty food.
Solo deseo decir que para una buena vida es indispensable un determinado orden de buenas acciones; que si la aspiración de un hombre hacia la vida correcta es seria, seguirá inevitablemente una secuencia definida; y que en esta secuencia, la principal virtud que un hombre perseguirá será la abstinencia, la abnegación. Y en la búsqueda de ser abstinente un hombre seguirá una secuencia definida, y en esta secuencia lo primero será la abstinencia alimenticia, ayunar. Y en el ayuno, si el está buscando real y seriamente una buena vida, la primera cosa de la que se abstendrá será siempre el uso de la comida animal, porque, para no decir nada sobre la excitación de las pasiones causadas por dichos alimentos, su uso es simplemente inmoral, ya que implica la realización de un acto que es contrario al sentimiento moral ― matar; y es provocado solo por la codicia y el deseo de comida.
Leo Tolstoy

### Veganarquismo
El veganarquismo es la filosofía política de veganismo (más específicamente liberación animal) y anarquismo, creando una praxis combinada con una intención de revolución social. Esto incluye ver al estado, y en general a las estructuras de jerarquía como innecesarias y dañinas para los animales, tanto humanos como no-humanos. Esta ideología también es percibida por los veganarquistas como una teoría combinada, o que ambas filosofías, el veganismo y el anarquismo son en esencia lo mismo.
El término se popularizó en 1995 con el panfleto de Brian A. Dominick Animal Liberation and Social Revolution, descrito como "una perspectiva vegana del anarquismo o una perspectiva anarquista del veganismo". El panfleto de 18 páginas explica cómo muchos jóvenes anarquistas de los años noventa estaban adoptando una mentalidad ecológica profunda como parte de una filosofía anarquista verde. Al mismo tiempo, el movimiento de liberación animal estaba siendo influenciando cada vez más por el pensamiento anarquista, volviéndose así veganarquistas y adoptando una praxis completa.

## Acción directa

Son las iniciales del Frente de liberación animal (Animal Liberation Front) con una "A" anarquista circulada incorporada al diseño.

La acción directa, un importante componente filosófico del anarquismo, también es común entre el movimiento de derechos de los animales. Colectivos como Parar la Caza y la Crueldad Animal (SHAC) y Frente de Liberación Animal (ALF) usan técnicas de acción directa, incluyendo liberación animal, violencia y destrucción de propiedad. Las industrias que suelen ser objetivo de sus acciones son: la cárnica, la láctea, la peletera y otras industrias que produzcan productos basados en animales o que realicen pruebas con estos. 
En algunos casos, colectivos como Milicia de los Derechos de los Animales (ARM), Animal Liberation Brigade (ALB) y el Departamento de Justicia (JD) han llevado a cabo violencia política contra personas. El Frente de Liberación Animal puede ser visto como un ejemplo de estructura anarquista, descentralizada y sin líderes.

## Convicciones
Rod Coronado es un eco-anarquista y un portavoz no oficial del Frente de Liberación Animal y Frente de Liberación de la Tierra. El 28 de febrero de 1992, Coronado llevó a cabo un ataque incendiario en las instalaciones de investigación de la Universidad Estatal de Míchigan (MSU), y liberó visones de una granja de investigación cercana en el campus, una acción reclamada por la ALF, y por la que Coronado fue condenado.
En 1997, los editores de la revista Green Anarchist y dos partidarios británicos del Frente de Liberación Animal fueron juzgados por relaciones de conspiración e incitar a la violencia, en lo que se conoció como el juicio GANDALF.
Al anarquista verde Tree Arrow se le relacionó con un incendio del Elf por el FBI el 15 de abril de 2001 en Ross Island Sand y Gravel in Portland. En el que fueron incendiados tres camiones acumulando un total de 200.000 dólares en daños. Otro incendio ocurrido un mes después en Ray Schoppert Logging Company en Estacada, Oregon, el 1 de junio de 2001 contra camiones de transporte de troncos y una excavadora, lo que tuvo como resultado 50.000 dólares en daños. Arrow fue juzgado por un gran jurado federal en Oregon y asumió cuatro de los cargos que se le imputaban. El 13 de marzo de 2004, después de emigrar a British Columbia, fue arrestado en Victoria por robar corta pernos, donde asumió cargos por estar ilegalmente en Canadá. Después fue sentenciado el 12 de agosto de 2008 a 78 meses de prisión federal por tomar parte en el incendio y organizar ataques a ELF en 2001.
En enero de 2006, Eric McDavid fue acusado de conspirar contra propiedades corporativas o gubernamentales usando fuego o explosivos. El 8 de marzo declaró formalmente una huelga de hambre debido a que la cárcel se negaba a proveerle comida vegana. Se le dio y se le sigue dando comida vegana desde entonces. En septiembre de 2007, fue sentenciado por todos los cargos después de que los dos activistas que conspiraron con él, los cuales fueron encontrados culpables, testificaran en su contra. Una fuente confidencial del FBI de nombre "Anna" fue revelada como un cuarto participante, por lo que la defensa de McDavid argumentó que fue un acto de bandera falsa. En mayo de 2008 fue sentenciado a casi 20 años de prisión.
De acuerdo con el New York Times, el 3 de marzo de 2006 un jurado federal en Trenton, sentenció a 6 miembros del SHAC, incluyendo a Joshua Harper, por "terrorismo y acoso en Internet",   encontrándolos culpable de usar su página web para "incitar ataques" hacia aquellos que hicieron negocios con Huntingdon Life Sciences HLS. En septiembre de 2006 los 7 de SHAC recibieron sentencias de 3 a 6 años.
En enero de 2009 Daniel Wadham fue sentenciado a 5 años, junto con otros seis miembros del SHAC UK, sentenciados a 4 y 11 años. Fueron acusados de financiar una campaña de chantaje e intimidación en contra del HLS dirigido a los socios de la compañía, con el propósito de cerrar el laboratorio de pruebas en animales.
Otros prisioneros
- Daniele Casalini: anarquista verde italiano acusado de incendiar una torre de alta tensión, en protesta de energía nuclear.[32][33]
- Dean Cain: veganarquista quien supuestamente traspasó una granja de conejos y con cargos bajo SOCPA Section 145.[33][34][35]
- Nicole Vosper: anarquista verde quien se declaró culpable de cargos contra el HLS y ya ha comenzado su tiempo en prisión.[36][37]

## Nota
1. ↑  Traducido en 1900 por Aylmer Maude.